# Histoire des Juifs du Mzab
Les Juifs du Mzab sont une petite communauté juive d'Algérie originaire du Mzab, une région isolée située dans le Sahara et principalement peuplée de musulmans ibadites. Contrairement aux autres Juifs d'Algérie, ils ne bénéficient pas du décret Crémieux de 1870, le Mzab n'étant à cette époque que partiellement colonisé et conservent leur statut personnel jusqu'à la veille de l'indépendance algérienne. Tous ont émigré dans la seconde moitié du xxe siècle pour s'installer en France et, dans une moindre mesure, en Israël.

## Histoire

### Origines
Selon une tradition ibadite, les premières familles furent amenés à Ghardaïa sur une invitation des Mozabites par un ibadite de Djerba au  XIIe siècle. Une tradition juive relate qu'ils seraient arrivés depuis le Caire à une époque plus ancienne. Quoi qu'il en soit, la première attestation historique de la présence de Juifs dans le Mzab remonte à la seconde moitié du XVIIe siècle sous la forme de responsas émises par des rabbins d'Alger. Nombre de juifs du Mzab revendiquent une origine espagnole antérieure à leur passage au Maroc (Figuig, Fès) ce qui semble corroboré par la similarité entre certaines de leurs traditions religieuses et celles des Juifs marocains. Certains reconnaissent Mouchi Sobano d'Alger comme ancêtre éponyme. d'autres se disent originaire de l'oued Righ et de Tripolitaine, d'autres encore de la région du  Touat qu'ils auraient fui au XVe siècle à la suite d'un désastre. Cette dernière hypothèse s'appuie sur une tradition juive locale voulant que certaines familles prononcent à l'issue du séder (veillée pascale) la formule « l'an prochain à Tamentit » du nom d'une localité du Touat.
L'historien Jacques Taïeb estime que leur installation a lieu entre le XIIIe siècle et le XVe siècle.

### Colonisation française
La région est conquise par l'armée française en 1852 mais la loi française ne s'y applique qu'à partir de 1882. De ce fait, les Juifs du Mzab sont exclus du décret Crémieux qui octroie aux Juifs résidant dans les départements français d'Algérie la nationalité française en 1870 et ces Juifs vont ainsi être les seuls Juifs de l'Empire colonial français à conserver leur statut civil mosaïque jusqu'à une date très tardive, pratiquement jusqu'à l'indépendance de l'Algérie. 
En effet, le 11 avril 1890, le conseil de préfecture d'Alger décide que « le décret du 24 octobre 1870, qui a déclaré citoyens français les israélites indigènes des départements de l'Algérie, n'est pas applicable aux israélites nés dans le Mzab ou originaires de ce pays, établis sur le territoire algérien »,. Dans un arrêt du 25 février 1891, la cour d'appel d'Alger parvient à des conclusions similaires,. Dans une circulaire du 28 décembre 1895, le gouverneur général de l'Algérie, Jules Cambon, suggère aux juifs du Mzab d'accéder à la citoyenneté au moyen du sénatus-consulte du 14 juillet 1865,. Les 18-27 avril 1896, la Cour de cassation refuse de leur donner satisfaction. Il semble que le fait que le statut n'ait pas été étendu à ces juifs après 1882 s'explique par le climat antisémite qui règne alors en Algérie française.
Après 1947, les autorités françaises commencent à évoquer la possibilité de leur octroyer la nationalité française. La première proposition en ce sens est discutée au sein de l'assemblée de l'Union française en 1953 et, en 1956 un projet de loi est débattu à l'Assemblée nationale. Les Juifs du Mzab sont réticents à perdre leur statut en raison de leur volonté à maintenir leurs traditions. En revanche, la bureaucratie française est favorable à un tel changement, elle pointe le fait que ce statut spécifique maintient cette population en dehors du système judiciaire français. En particulier, concernant les droits de la femme, la polygamie est alors encore pratiquée par la communauté ainsi que le divorce sans consentement de l'épouse. Les femmes ne  bénéficient d'aucun droit en matière de succession.
À la création d'Israël en 1948, 1 034 Juifs choisissent de faire leur Aliyah mais le reste de la communauté est confiant dans l'avenir, surtout à la suite de la découverte du pétrole de Hassi Messaoud en 1956 qui doit alors assurer la prospérité du Mzab. 
La montée des violences durant la guerre d'Algérie qui s'accompagne de manifestations de haine antisémite pousse la communauté à demander d'elle-même la nationalité française en dépit de l'opposition traditionaliste passée. Un projet de loi similaire à celui de 1956 est alors déposé et la loi 61-805 du 28 juillet 1961 fait d'eux des citoyens français,, tout comme les Juifs des oasis et des confins algéro-marocains annexés de 1872 à 1906. 
Ils insistent pour être évacués avant l'indépendance de l'Algérie fixée au 2 juillet 1962 mais craignent d'affronter les centaines de kilomètres de route les séparant d'Alger. Un pont aérien de dix appareils est alors mis en place pour évacuer les 978 derniers Juifs du Mzab vers Marseille. Avant le départ, ils enterrent dans des tombes les textes religieux abimés comme le veut la tradition juive et se répartissent leurs 17 rouleaux de la torah dont certains très anciens.

### Départ pour la France
Arrivée à Marseille dans un environnement qui lui est totalement étranger, la communauté est dispersée sur tout le territoire français. Environ 400 Juifs du Mzab choisissent de rejoindre leurs proches en Israël. Les Juifs restés en métropole entament un difficile processus d'intégration. Il s'agit d'une population observante pour qui le respect de la loi juive, la halakha et notamment la cacherout est très important. Aussi trouvent-ils un lieu d'établissement propice à Strasbourg, capitale du judaïsme alsacien ashkénaze dotée d'un bon réseau de services communautaires. Voici comment la presse locale alsacienne relate leur installation :  
« Arrivés eux aussi un beau matin de juin par le train de 8h20, venant de Marseille, […] ils débarquèrent sur le quai. C'étaient des Balouka accompagnés des Partouche, du Attia, des Perez, grandes tribus familiales israélites qui vivaient à Ghardaïa, en plein désert. Ils arrivèrent en tenue traditionnelle, les femmes en haïks, robes bariolées de fleurs roses, bleues. Ils furent accueillis par la communauté juive, et tout spécialement par le grand rabbin Deutsch. Les enfants arrivèrent un vendredi, jour de sabbat. Très respectueux de leur religion, ils se rendirent de la gare à la synagogue à pied, sous une pluie battante. Mesdemoiselles Muller et Lévy organisèrent l'accueil, ce qui ne fut pas une mince affaire car ces gens ne vivaient absolument pas à la mode européenne. Le dépaysement était total. Ce fut un beau souk à la synagogue… où l'on prit fort bien la chose. »
Peu à peu, aidés par la communauté locale, ils parviennent à s'intégrer professionnellement et socialement jusqu'à devenir un élément supplémentaire de cette communauté.

## Démographie
| 1882 | 1921  | 1931  | 1954  | 1960  |
| ---- | ----- | ----- | ----- | ----- |
| 738  | 1 400 | 1 300 | 1 200 | 1 000 |

Entre la fin du XIXe siècle et le milieu du XXe siècle, le Mzab connait une forte croissance démographique, ainsi le nombre de Mozabites ibadistes passe de 28 108 à 40 000 entre 1882, date de l'annexion du Mzab par la France, et 1960. Durant cette période, beaucoup de migrants algériens arabophones sunnis viennent s'installer dans la région. Seulement 798 en 1882, ils sont 18 000 en 1960. En revanche, la population juive, après avoir doublé de 1882 à 1921, connait un déclin démographique jusqu'à son départ final en 1962. Ceci s'explique par le nombre d'alyas ; 628 Juifs se rendent en Israël entre 1948, date de son indépendance et 1957. Il y a aussi un phénomène de migrations internes vers le Sud-algérien.